# Sân vận động Mokdong
Sân vận động Mokdong (tiếng Hàn: 목동주경기장; Hanja: 木洞運動場) là một khu liên hợp thể thao nằm ở Mok-dong, Yangcheon-gu, Seoul, Hàn Quốc. Khu liên hợp bao gồm một sân vận động đa năng, một sân vận động bóng chày và một sân băng nhân tạo. Khu liên hợp được khánh thành vào ngày 14 tháng 11 năm 1989. Sân vận động chính tổ chức các trận đấu bóng đá K League từ năm 1996 đến năm 2001.

## Cơ sở vật chất

### Sân vận động Mokdong
Đây là một sân vận động đa năng và hiện được sử dụng chủ yếu cho các trận đấu bóng đá và điền kinh. Đây là sân nhà của Bucheon SK từ năm 1996 đến năm 2000. Sân vận động có sức chứa 25.000 khán giả (15.511 ghế ngồi) và được khánh thành vào năm 1989.
Hiện tại, đây là sân nhà tạm thời của câu lạc bộ K League 2 Seoul E-Land FC. Câu lạc bộ dự kiến sẽ thi đấu các trận đấu trên sân nhà tại đây ít nhất cho đến cuối mùa giải 2023, do Sân vận động Olympic Seoul đang được cải tạo trong khoảng thời gian đó.

### Sân vận động bóng chày Mokdong
- Để biết chi tiết, xem Sân vận động bóng chày Mokdong.

### Sân băng Mokdong
Sân băng Mokdong được sử dụng làm địa điểm quay bộ phim Lovers in Paris của Seoul Broadcasting System (SBS), nơi mà Ki-joo do Park Shin-yang thủ vai và Soo-hyuk do Lee Dong-gun thủ vai chơi khúc côn cầu trên băng. Các đội Daemyung Sangmu và Daemyung Killer Whales của Asia League Ice Hockey cũng từng sử dụng sân băng này.